# Cyan Worlds

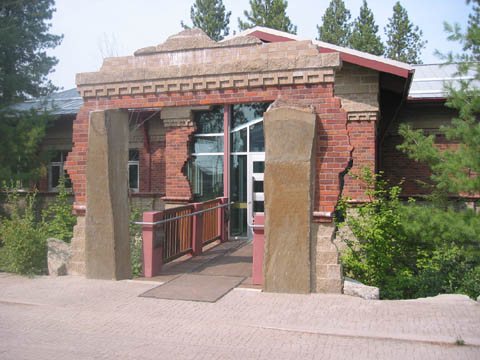
Entrada principal de la sede de Cyan en Spokane, Washington.

Cyan Worlds, Inc. (anteriormente Cyan, Inc.) es una compañía de videojuegos, fundada por los hermanos Rand Miller y Robyn Miller en 1987, Cyan es conocida por su franquicia Myst. Myst y su secuela Riven ambos vendieron millones de copias cada uno. Después Cyan llegó a crear el videojuego multijugador masivo en línea, Uru, que se canceló y volvió a abrir como Myst Online: Uru Live. Para aclarar las nuevas orientaciones de la empresa, CEO de Rand Miller cambió el nombre de "Cyan" a "Cyan Worlds," después del lanzamiento de Riven. La empresa está ubicada en Mead, Washington, a las afueras de Spokane.

## Historia

### Antes de Myst
Fundada en 1987 por los hermanos Rand y Robyn Miller, Cyan originalmente producía juegos de aventura para niños. Los primeros títulos de la compañía, The Manhole (1988), Cosmic Osmo and the Worlds Beyond the Mackerel (1989) y Spelunx (1991) se aventuras de fantasía para un público joven. Los juegos ofrecen numerosas pantallas gráficas con puzles, minijuegos y actividades. Algunos de estos títulos fueron las primeras incursiones de Cyan tanto en la construcción de mundos interactivos utilizando HyperCard, y el soporte de CD-ROM, los dos que más tarde serían utilizados para Myst.

### Franquicia Myst

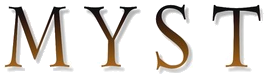
Myst, la franquicia creada por Cyan Worlds.

En 1993, Cyan saltó a la fama en todo el mundo con el lanzamiento de Myst, un juego en 3D de aventura dirigido a un público más maduro que sus anteriores juegos. Myst fue uno de los primeros juegos en CD-ROM, en un momento en que las unidades de CD-ROM empezaban a convertirse en la corriente principal. El título ha vendido más de seis millones de copias, y fue el juego para PC más vendido de la historia hasta que Los Sims le arrebató ese título gracias a sus masivas ventas en el 2002.
Con los ingresos procedentes de Myst, Cyan rápidamente se trasladó a una nueva sede para dar cabida a un equipo más grande, donde permanecen hoy. Durante este tiempo, tres novelas ambientadas en el universo Myst fueron coescritas por los hermanos Miller y David Wingrove. Riven: The Sequel to Myst, fue lanzado en 1997. Este mismo año, el cofundador de la empresa Robyn Miller dejó Cyan para perseguir otros intereses, diez años después de que comenzó The Manhole.
En los próximos ocho años se pudo observar una enorme cantidad de expansión de la franquicia Myst, tanto dentro y fuera de Cyan. Si bien los derechos de publicación fueron trasladados de Brøderbund a Mattel, y luego a Ubisoft, Cyan se preparaba para el próximo partido en el universo Myst, que iba a ser un juego multijugador masivo en línea, y no una secuela directa de Myst pero fue cancelado, más tarde se lanzó Myst Online: Uru Live el 17 de febrero de 2007 pero cerró el 10 de abril de 2008, finalmente se reabrió el 8 de febrero de 2010. Durante este tiempo, la compañía cambió su nombre por el de "Cyan Worlds". En parte como una prueba de su nuevo motor 3D en tiempo real, Cyan realMyst fue lanzado en el año 2000, una recreación completa del juego Myst original. Al mismo tiempo, la tercera entrega de Myst, Myst III: Exile, fue desarrollado por Presto Studios y publicado por Ubisoft, y puesto en libertad en 2001.
En 2003, Cyan anunció que su aventura multijugador, Uru, antes conocida bajo el título de DIRT ("D'ni in real time"), Mudpie ("multi-user DIRT - Persistent Interactive Environment"), Parable y Myst Online, se dividirá en para un solo jugador y componentes de multijugador, a petición de la editorial de Ubisoft. El componente de un solo jugador, Uru:. Ages Beyond Myst, fue puesto en libertad más tarde ese año. El componente multijugador, Uru Live tuvo una prueba beta de corta duración, pero fue cancelado antes de ser lanzado oficialmente.
En 2004, Cyan lanzó dos packs de expansión Uru (To D'ni y The Path of the Shell), que incluye el contenido previsto inicialmente para el componente en línea. Ese mismo año, Ubisoft desarrolló de manera independiente y liberada Myst IV: Revelation, el segundo juego de la serie no desarrollada por Cyan y el cuarto juego de la franquicia de Myst. Al año siguiente, Cyan desarrolló el último capítulo de la serie Myst, Myst V: End of Ages. Después de Myst V, la compañía despidió a la mayoría de sus empleados debido a dificultades financieras, pero poco después volvió a contratar casi todo el mundo después de negociar un acuerdo con Turner Broadcasting. Antes de esto, la compañía estaba trabajando en un proyecto aún sin previo aviso (al parecer el nombre Latus por Richard A. Watson) y la negociación con el editor no revelada, pero su situación es ahora clara y se cree que ha sido cancelada.

### Después de Myst
Después de que Uru Live fuera cancelada, los aficionados comenzaron a desarrollar su software con servidor propio. En respuesta a esta demanda, Cyan Worlds liberó a Uru hasta finales de 2004, una versión modificada del software del cliente y el servidor de Live. Esta versión del juego fue sin apoyo - los servidores eran propiedad y operados por los fanes, y nunca hubo nuevo contenido. Más tarde, a través de la financiación por GameTap, Cyan logró ofrecer el fragmento de "D'mala", un servidor de juego oficial. Los aficionados también comenzaron a desarrollar nuevos contenidos para el juego, en un contexto oficial.
En 2006, Rand Miller anunció que Uru Live volvería en plena capacidad de uso gracias a la financiación de GameTap alojada en los servidores. Personal de Cyan fue re-contratado y comenzó la producción de nuevos contenidos para Uru.
Myst Online: Uru Live fue lanzado oficialmente por GameTap el 15 de febrero de 2007, después de estar disponible a través de GameTap como una beta abierta durante unos meses. Esta fue la encarnación más exitosa de Uru, por último quedaba lograr la meta original del juego en línea apoyado con los lanzamientos de contenido en curso. A pesar de este éxito, GameTap ha anunciado el 4 de febrero de 2008, que sería el cierre de Uru Live. Los servidores del juego se mantuvieron en línea durante 60 días siguientes, y se cerraron definitivamente el 10 de abril de 2008.
El 30 de junio de 2008, se anunció que Cyan Worlds ha recuperado el derecho de Uru, y tenía planes para relanzarl bajo el nombre de Myst Online: Restoration Experiment. Cyan ya no tiene fondos disponibles para un mayor desarrollo en el juego, y en su lugar tiene la intención de liberar el código de los servidores, clientes y herramientas como software de código abierto que se basan en el contenido generado por el usuario para la expansión. Sin embargo, a partir de abril de 2010, la fuente no ha sido puesto a disposición.
En noviembre de 2008, Cyan despidió alrededor de 50 probadores de juegos. Los despidos se produjeron como resultado de la adquisición de su principal cliente Gamecock Media.
En febrero de 2010, Cyan tomó medidas hacia la apertura de Uru, con el lanzamiento de una nueva línea Myst Online: Uru Live server (apodado "MOULagain" por los fanes) con acceso a todas las Edades de Uru. Hicieron el software de cliente disponible de forma gratuita y comenzó a aceptar donaciones. En abril de 2010, más de 22.000 cuentas han sido creadas.

### Otras propiedades
El 30 de noviembre de 2007, Cyan lanzó Cosmic Osmo's Hex Isle a través del servicio online Fanista. Esto marcó el retorno del famoso Cosmic Osmo después de 15 años.
En agosto de 2009, se anunció que Cyan Worlds estaría trabajando con Creative Kingdoms con idea de crear una versión en Internet de su juego de realidad virtual MagiQuest, MagiQuest Online hace uso del motor de plasma utilizado en Myst Online:. Uru Live.

## Títulos
La mayoría de los títulos de Cyan (los de la serie Myst y Uru) cuentan la historia de una raza humanoide llamada D'ni, que tienen la capacidad de escribir libros de vinculación. Libros con vínculos que permiten teletransportarse a otros mundos, limitado solamente por la imaginación del autor. Estos mundos se denominan "Edad". Los juegos de Cyan son conocidos por sus intrincadas tramas, exquisitos gráficos y sonidos envolventes. Se centran en la exploración y la narración, que presenta una interfaz sencilla y elegante que atrae a los jugadores y no jugadores por igual. Relacionados con la historia de los D'ni, Cyan lanzó tres novelas de Myst: El Libro de Atrus, El Libro de Ti'ana y El libro de D'ni.